# Káto Vérmio
Káto Vérmio är en ort i Grekland.   Den ligger i prefekturen Nomós Imathías och regionen Mellersta Makedonien, i den norra delen av landet, 300 km nordväst om huvudstaden Aten. Káto Vérmio ligger 1 395 meter över havet och antalet invånare är 463.
Terrängen runt Káto Vérmio är kuperad åt sydväst, men åt nordost är den bergig. Runt Káto Vérmio är det ganska tätbefolkat, med 86 invånare per kvadratkilometer. Närmaste större samhälle är Náousa, 9,3 km norr om Káto Vérmio. I omgivningarna runt Káto Vérmio växer i huvudsak blandskog.